# ترایان چیهارن
ترایان چیهارن (رومانیایی: Traian Cihărean؛ زادهٔ ۱۳ ژوئیه ۱۹۶۹) وزنه‌بردار اهل رومانی بود.
وی در مسابقات کشوری و بین‌المللی در مجموع برندهٔ ۱ مدال طلا، ۴ مدال نقره، ۳ مدال برنز شده‌است.